# Summer Spiro
Summer Rae Spiro (* 16. Juli 1988 in Encinitas, San Diego County, Kalifornien) ist eine US-amerikanische Schauspielerin und Filmeditorin.

## Leben
Summer Spiro ist die Tochter des Songwriters Mark Spiro und von Leslie Spiro, ihre jüngere Schwester ist die Sängerin Ruby Spiro. Sie begann ihre Schauspiellaufbahn durch Besetzungen in einigen Kurzfilmen, übernahm 2015 allerdings auch die Rolle der Uma in der Fernsehserie Dabsity. 2017 war sie in der weiblichen Hauptrolle der Pam im Katastrophenfilm Oceans Rising zu sehen. 2017 sammelte sie erste Erfahrungen als Filmeditorin im Kurzfilm Again. 2020 übernahm sie in insgesamt zehn Episoden der Fernsehserie Platonic die Rolle der Olive und war außerdem für den Schnitt verantwortlich. 2018 übernahm sie eine Episodenrolle in der Fernsehserie Westworld. 2020 übernahm sie eine Rolle in der Fernsehserie Platonic, wo sie auch für den Schnitt verantwortlich war. Seit 2019 ist sie an der Fernsehserie Two Sides als Editorin beteiligt.

## Filmografie

### Schauspiel
- 2013: Sugar (Kurzfilm)
- 2015: American Heroes (Kurzfilm)
- 2015: Dabsity (Fernsehserie, 5 Episoden)
- 2015: E:lG:HT (Kurzfilm)
- 2015: Stream (Kurzfilm)
- 2015: The Lonely Bride (Kurzfilm)
- 2015: Marvelous Party (Kurzfilm)
- 2016: Losing in Love
- 2016: Hill Hive (Kurzfilm)
- 2016: If Looks Could Kill (Fernsehfilm)
- 2017: Oceans Rising
- 2018: Get it off your chest (Kurzfilm)
- 2018: Westworld (Fernsehserie, Episode 2x08)
- 2018: Big Legend
- 2019: Swell
- 2020: Platonic (Fernsehserie, 10 Episoden)
- 2020: Stay Alive – Überleben um jeden Preis (Alone)

### Filmschnitt
- 2017: Again (Kurzfilm)
- 2018: Love Daily (Fernsehserie, 2 Episoden)
- 2019: After Emma (Kurzfilm)
- 2019: The One Who Brung You (Kurzfilm)
- seit 2019: Two Sides (Fernsehserie)
- 2020: Rowe (Kurzfilm)
- 2020: Platonic (Fernsehserie, 10 Episoden)
- 2020: It’s Okay (Kurzfilm)
- 2020: CC Dances the Go-Go (Kurzfilm)